# Архип Колосійський
Святий Архип (1 століття) — один зі 70 учнів Ісуса Христа, єпископ міста Колоси у Фригії, згадується в Новому Заповіті.
Святий Архип належав до 70 Христових учнів і був єпископом у Колосах у Малій Азії.
Під час відзначення свята богині Артеміди погани схопили Архипа. За наказом начальника міста Артоклиса його волочили по землі і немилосердно били палицями. Опісля Архипа закопали до пояса в землю й закидали камінням. Ледве живого владику погани дорізали ножами.
- Пам'ять — 19 лютого

## Джерело
- Рубрика Покуття. Календар і життя святих. (дозвіл отримано 9.01.2008)
- Roberts, Alexander; Donaldson, James; Coxe, A. Cleveland, ред. (1886). Appendix to the Works of Hippolytus; containing Dubious and Spurious Pieces. The Ante-Nicene Fathers: Translations of the Writings of the Fathers Down to A. D. 325 (англ.). Т. V. translated by J. H. McMahon (вид. American reprint of the Edinburgh). Buffalo: Christian Literature Company. с. -256.

| Хрест | Це незавершена стаття про християнство. Ви можете допомогти проєкту, виправивши або дописавши її. |